# 威廉奧斯勒醫療系統
威廉奧斯勒醫療系統，前稱威廉奧斯勒醫療中心（英語：William Osler Health Centre），是加拿大安大略省的一個醫院網絡，為賓頓全市及怡陶碧谷北部地區提供服務。該網絡以威廉·奧斯勒醫生命名。威廉·奧斯勒是創立約翰霍普金斯醫院的四位教授之一，也是「駐院醫生」（medical residency）概念的提出者。

## 轄下醫院
- 賓頓市民醫院（建於2007年）
- 怡陶碧谷全科醫院（建於1972年）
- 皮爾區紀念綜合健康中心（英语：Peel Memorial Centre for Integrated Health and Wellness）（建於2017年）

### 曾是轄下醫院
- 佐治城醫院（2005年轉至荷頓醫療中心（英语：Halton Healthcare））
- 皮爾區紀念醫院（英语：Peel Memorial Hospital）（2007年停止運營）

## 外部連結
- 官方網站 （页面存档备份，存于）

43°43′46″N 79°35′53″W / 43.72944°N 79.59806°W